# Heartbreaker (canção de will.i.am)
"Heartbreaker" (em português:  Conquistador) é uma canção de pop rap do cantor, rapper e produtor norte-americano will.i.am. Ela foi lançada como sendo o terceiro single do terceiro álbum de estúdio de will.i.am, Songs About Girls (2007). A versão do single e do clipe conta com a participação da cantora Cheryl Cole.

## Formatos e faixas
CD
1. "Heartbreaker" (com Cheryl Cole)
2. "Impatient ("Gutter Remix" de Aaron Lacrate & Debonair Samir)

Download digital
1. "Heartbreaker" (com Cheryl Cole) [Versão "Limpa"][3]

Download digital, Parte 2
1. Heartbreaker (com Cheryl Cole) [Versão "Explícita"][4]

## Desempenho nas paradas

### Posições
| Top (2008)                     | Melhor posição |
| ------------------------------ | -------------- |
| União Europeia - Euro 200      | 11             |
| Irlanda                        | 7              |
| Lituânia                       | 13             |
| Reino Unido - UK Singles Chart | 4              |
| Turquia - Top 20 Singles       | 2              |